# Eclipse (album de Journey)
Pour les articles homonymes, voir Éclipse (homonymie).
Albums de Journey
Revelation
(2009)
Eclipse est le 15e et dernier album studio du groupe Journey sorti en 2011.

## Liste des chansons
| No  | Titre                  | Durée |
| --- | ---------------------- | ----- |
| 1.  | City of Hope           | 6:02  |
| 2.  | Edge of the Moment     | 5:27  |
| 3.  | Chain of Love          | 6:10  |
| 4.  | Tantra                 | 6:27  |
| 5.  | Anything Is Possible   | 5:21  |
| 6.  | Resonate               | 5:11  |
| 7.  | She's a Mystery        | 6:41  |
| 8.  | Human Feel             | 6:44  |
| 9.  | Ritual                 | 4:57  |
| 10. | To Whom It May Concern | 5:15  |
| 11. | Someone                | 4:35  |
| 12. | Venus (Instrumental)   | 3:34  |

## Composition du groupe
- Arnel Pinada : Chant
- Neal Schon – guitare solo, chœurs
- Jonathan Cain – guitare rythmique, claviers, chœurs
- Ross Valory – basse, chœurs
- Deen Castronovo – batterie, percussion